# Otto Waalkes

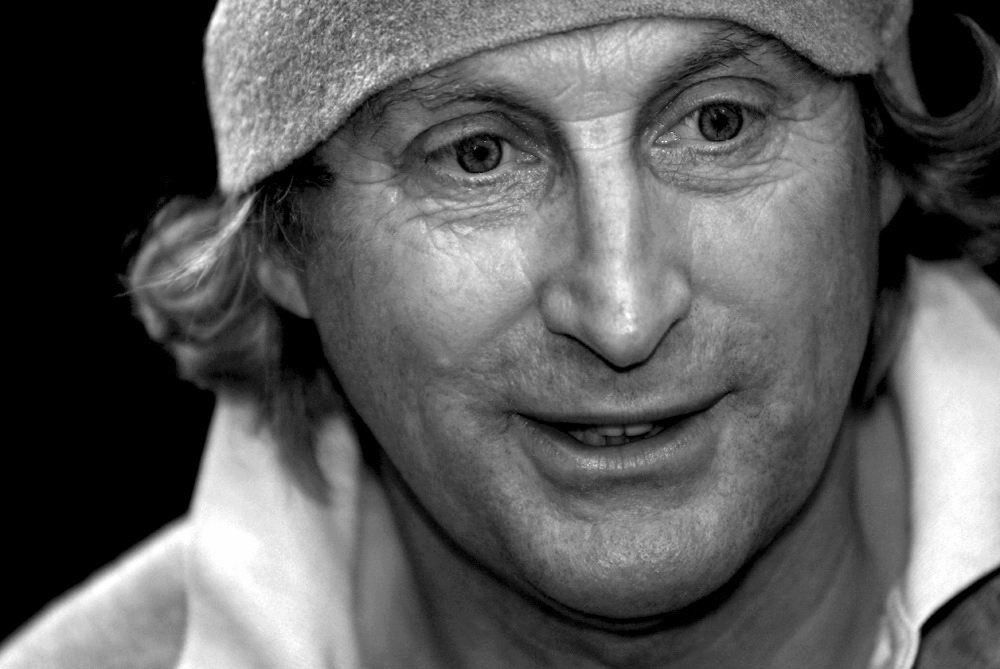
Otto Waalkes

Otto Waalkes, född 22 juli 1948 i Emden, är en tysk komiker, serietecknare, skådespelare och sångare.
Otto kommer från Ostfriesland och flera av hans skämt syftar på denna region. I Sverige är han huvudsakligen känd som skapare av Ottifanterna.

## Filmografi
- Otto – Der Film (1985)
- Otto – Der neue Film (1987)
- Otto – Der Außerfriesische (1989)
- Otto – Der Liebesfilm (1992)
- Otto – Der Katastrofenfilm (2000)
- Ottifanten – Kommando Störtebeker (2001, tecknad)
- 7 Zwerge – Männer allein im Wald (2004, manus och produktion)
- 7 Zwerge – Der Wald ist nicht genug (2006, manus och produktion)

### Tysk dubbning[9]
- 1998: Mulan - Mushu
- 2002: Ice Age - Sid